# Hooked on the Game
Hooked on the game (en ruso: На игре, romanizado: Na igre) es una película de acción rusa de 2009 dirigida por Pavel Sanayev, es una adaptación de ciencia ficción de un cómic aplicado a videojuegos. Está basada en la novela Games into Life de Alexander Chubaryan. 
El título provisional de la película era Gamers. En busca de un golEn la primavera de 2012, STS acogió el estreno de la serie de televisión de 8 episodios Gamers, una continuación de las películas Hooked on the Game y Hooked on the Game: A New Level ., pero fue cambiado a Enganchado al juego, debido al estreno de la película Gamer protagonizada por Gerard Butler . En abril de 2010, se lanzó la secuela Hooked on the Game: A New Level . 

## Argumento
La película comienza con una escena en la casa de las autoridades mafiosas: Matvey y sus amigos. Se les acerca el joven vampiro que afirma que mató a su guardia y necesita hablar con ellos. La acción se traslada al mes anterior. La ciudad alberga un torneo de ciberdeportes y el equipo Grandmasters (Vampire, Doc, Komar, Tall y Jan) gana este torneo. La chica vampiro, Rita (Marina Petrenko), ocupa el segundo lugar en las carreras de autos. Además, el amigo de Vampire, Maxim, gana en un juego de lucha. Victor Pokrovsky, presidente de la empresa "VIRTUS", entrega a los chicos las primeras muestras de los discos más nuevos, que resultan ser modelos experimentales de desarrollo científico.
Después de iniciar los discos, los muchachos adquieren las habilidades asociadas con sus pasatiempos de juego: los miembros del equipo Grandmasters comienzan a manejar armas con una habilidad increíble, Rita se convierte en una conductora profesional y Max adquiere habilidades en artes marciales.
Maxim y su novia Lena toman café en un restaurante, donde comienza una pelea con la tripulación de Vazha, el hermano de Khizir, una autoridad criminal. Maxim, con la ayuda de sus habilidades adquiridas, derrota a los atacantes con sorprendente facilidad. Más tarde, Maxim es capturado por la gente de Vazha y llevado a la fábrica de Khizir. Queriendo salvar a su amigo, una compañía de tiradores liderada por Vampire irrumpe en la base y, con la ayuda de las armas capturadas, destruye a todos los combatientes de Khizir, así como al propio Khizir. Liberan a Maxim y esconden armas en la dacha de Tall. Maxim responde con un rechazo categórico a la oferta de unirse al equipo.
Pasa un mes. Doku no tiene suficiente dinero y le ofrece a Vampire "apostar" a un sindicato criminal liderado por Matvey. El plan falla y los chicos tienen que matar a los bandidos. Pero en este momento Rita es secuestrada por el coronel Lebedev del FSB, en combinación, la mano derecha del oligarca Boris Sergeevich Gromov. Lebedev, mediante chantaje, obliga a los muchachos a trabajar para servicios especiales y eliminar a los bandidos.
En los primeros días, los chicos sienten todo el entusiasmo de una vida rica, pero cuando realizan la tarea de liquidar a Sergei Zaritsyn, un empresario que hace el mayor trato con el gobierno boliviano, Vampire se da cuenta de que no trabajan para servicios especiales, sino para delincuentes. Intenta convencer a Doc de que no mate a Zaritsyn, pero Doc engaña a Vampiro y completa con éxito la operación. Al escapar del campo de batalla, Rita y Tall resultan gravemente heridos, pero gracias a Vampire todos logran escapar. Al llegar a la base de Lebedev, Tall muere por pérdida de sangre.

## Reparto
- Sergei Chirkov - Dmitry "Vampiro" Orlov
- Marina Petrenko — Margarita "Rita" Smirnova
- Pavel Priluchny - Ruslan "Doctor" Avdeev
- Evgeny Kharlanov - Kirill "Komar" Komarenko
- Tikhon Zhiznevsky - Konstantin Tall
- Nodar Syradze - Jan Zac
- Aleksey Bardukov - Maxim
- Agnia Ditkovskyte - Lena
- Viktor Verzhbitsky - Boris Sergeevich Gromov
- Boris Tenin - Coronel Lebedev
- Igor Sklyar - Sergey Zaritsyn
- Mikhail Gorevoy - Victor Pokrovsky
- Mijail Trukhin - Oleg Skolsky

## Producción
La película se rodó en Nizhny Novgorod . La mayoría de las acrobacias fueron realizadas por los propios actores. 